# Hillsboro Beach
Hillsboro Beach é uma vila localizada no estado americano da Flórida, no condado de Broward. Foi incorporada em 1939.

## Geografia
De acordo com o United States Census Bureau, a vila tem uma área de 3,8 km², onde 1 km² estão cobertos por terra e 2,8 km² por água.

### Localidades na vizinhança
O diagrama seguinte representa as localidades num raio de 8 km ao redor de Hillsboro Beach.

## Demografia
Segundo o censo nacional de 2010, a sua população é de 1 875 habitantes e sua densidade populacional é de 1 956,60 hab/km². Possui 2 224 residências, que resulta em uma densidade de 2 320,79 residências/km².